# Јуманско-кочимски језици
Јумански језици или јуманско-кочимски језици је језичка породица америчких Индијанаца која обухвата језике народа у долини реке Колорадо у америчким државама Аризони и Калифорнији и суседном Мексику и на полуострву Доња Калифорнија у Мексику.

## Класификација
Јуманско-кочимски језици:
- I) Кочимски језици:
  - Кочимски језик*
- II) Јумански језици:
  - A) Киливски језици:
    - Киливски језик*

  - B) Језгро јуманских језика:
    - Делтско-калифорнијски јумански:
      - Кумијајски језик (дијегењски језик)
        - Ипајски дијалекат
        - Камијски дијалекат
        - Типајски дијалекат

      - Кокопански језик
        - Кокопански дијалекат
        - Халиквамајски дијалекат (Кикима)
        - Кавански дијалекат

    - Речни јумански језици:
      - Квечански језик (јумански језик)
      - Мохавски језик
      - Марикопски језик
        - Марикопски дијалекат
        - Халчидомски дијалекат
        - Кавелчадомски дијалекат

    - Пајски језици:
      - Горско јумански језици (северно пајски језици)
        - Јавапајски језик
        - Валапајски језик
        - Хавасупајски језик

      - Пајпајски језик (аквајалски)*

Остали јумански језици:
- Алаквисански језик
  - Лајмонски дијалекат*

(*Мексико; остали САД)